# Norwegische Badmintonmeisterschaft 1950
Die Norwegische Badmintonmeisterschaft 1950 fand in Bergen statt. Es war die sechste Austragung der nationalen Meisterschaften von Norwegen im Badminton.

## Titelträger
| Disziplin    | Sieger                             |
| ------------ | ---------------------------------- |
| Herreneinzel | Per Sofus Nielsen                  |
| Dameneinzel  | Aase Hansson                       |
| Herrendoppel | Ingolf Paller Per Sofus Nielsen    |
| Damendoppel  | Aase Hansson Inge Flognfeldt       |
| Mixed        | Reidar Engebretsen Inge Flognfeldt |